# Smaranda Brăescu
Smaranda Brăescu (ur. 21 maja 1897 we wsi Hânțești, zm. 2 lutego 1948 w Klużu) – rumuńska pilot wojskowa i spadochroniarka, siostra malarza Tache Brăescu.

## Życiorys

### Dzieciństwo i edukacja
Urodziła się we wsi Hânțești. Kształciła w szkole dla dziewcząt Principesa Elisabeta w Bukareszcie. Po zakończeniu I wojny światowej pracowała jako nauczycielka. W 1918 po raz pierwszy leciała samolotem, była nim jedna z maszyn Farmana, pilotowanym przez kapitana Dumitru Naidinescu. Przepisy obowiązujące w Rumunii w drugiej połowie lat 20. nie pozwoliły młodej kobiecie na uzyskanie licencji pilota. W latach 1924–1929 studiowała ceramikę w Akademii Sztuk Pięknych w Bukareszcie.

### Pierwsza rumuńska spadochroniarka
W lipcu 1928 zapisała się na kurs prowadzony przez Ottona Heinecke w fabryce spadochronów Schrõdera w Berlinie. W tym czasie zakupiła spadochron o numerze seryjnym 7198, wykonany z białego jedwabiu. 5 lipca 1928 jako pierwsza kobieta w historii Rumunii wykonała skok spadochronowy, skacząc z wysokości 600 m. W roku 1930 wykonała skok w pobliżu Satu Mare, który zakończył się nieszczęśliwie w wyniku silnych podmuchów wiatru – Brăescu doznała złamania miednicy i kilku żeber, w wyniku czego spędziła w szpitalu sześć miesięcy. 2 października 1931, skacząc z samolotu Potez XXV pilotowanego przez Alexandru Papanę, pobiła rekord świata kobiet w wysokości skoku (6200 m), lądując na równinie Bărăgan. W tym czasie absolutny rekord wysokości skoku należał do Amerykanina, który skoczył z wysokości 6450 m. W tym czasie kobieta zapowiedziała publicznie, że zamierza poprawić ten rekord. Dzięki zbiórce publicznej i wsparciu finansowemu Banku Narodowego Rumunii Brăescu wyjechała do Stanów Zjednoczonych, gdzie zamierzała zrealizować swój zamiar. Zgodnie z wymogami amerykańskimi skakała z dwoma spadochronami – na plecach miała swój własny, zakupiony w Berlinie, a na piersiach – zapasowy spadochron produkcji amerykańskiej. Rekord świata pobiła 19 maja 1932 na równinie koło Sacramento (Kalifornia), skacząc z wysokości 7233 m. Pilot samolotu, którym leciała Brăescu, doświadczył omdlenia w czasie lotu i nie zarejestrował momentu skoku – po wylądowaniu przypuszczał, że kobieta zginęła. Informację zdementował rolnik, który znalazł spadochroniarkę całą i zdrową na swoim polu, po czym zawiadomił władze.
Rekord został potwierdzony przez Aero Club w Waszyngtonie. W tym samym roku Brăescu uzyskała amerykańską licencję pilota. W 1932 na samolocie Miles Hawk pobiła rekord szybkości przelotu nad Morzem Śródziemnym. Trasę z Rzymu do Trypolisu pokonała w czasie 6 godzin i 10 minut.

### Ostatnie lata życia
W czasie II wojny światowej szkoliła żołnierzy wojsk powietrznodesantowych, a także latała w składzie Białej Eskadry (Escadrila Albă), składającej się z kobiet, które przewoziły rannych żołnierzy z frontu wschodniego. 4 kwietnia 1944 w czasie bombardowania Bukaresztu bomby spadły w pobliżu domu, w którym mieszkała. W czasie ewakuacji, na stacji kolejowej Pietroşiţa straciła większość bagażu, w tym spadochron, na którym dwukrotnie pobiła rekord świata.
W 1946 brała udział w protestach przeciwko sfałszowaniu przez komunistów wyborów parlamentarnych. W procesie odbywającym się w listopadzie 1946 została skazana in absentia na karę dwóch lat więzienia. Ukrywała się w jednym z klasztorów, pod przybranym nazwiskiem Maria Popescu. Pod koniec życia chorowała na raka piersi. Choroba ta doprowadziła do jej śmierci. Została pochowana na cmentarzu w Klużu, początkowo pod przybranym nazwiskiem.

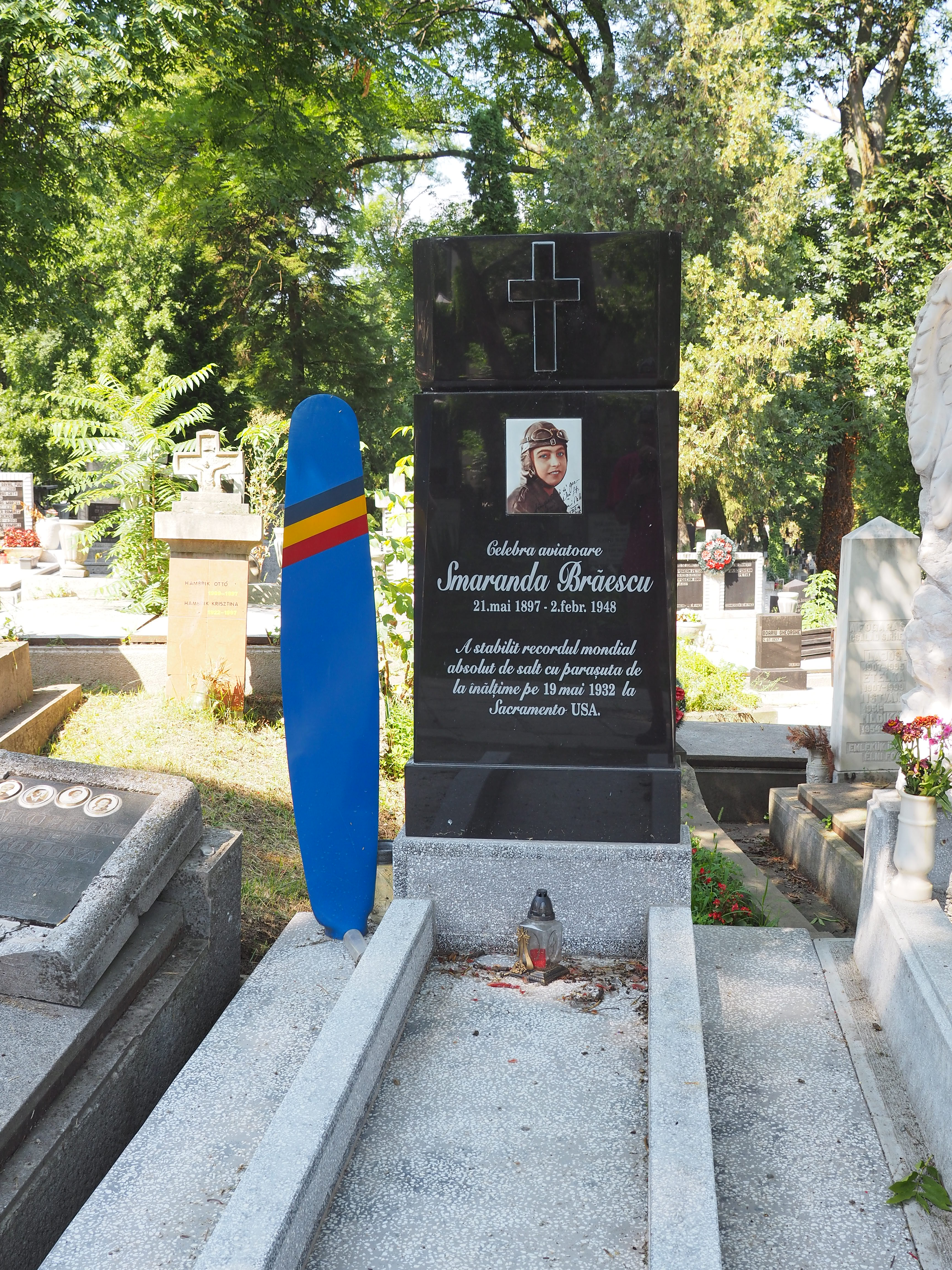
Grób Smarandy Brăescu na cmentarzu w Klużu

## Pamięć
Imię Smarandy Brăescu nosi jedna z ulic w Bukareszcie, a także batalion wchodzący w skład 6 Brygady Operacji Specjalnych Rumuńskich Sił Zbrojnych. W 2022 rumuńska Izba Deputowanych przyjęła ustawę o uznaniu roku 2022 Rokiem Smarandy Brăescu.